# Tetrastichus giffardianus
Tetrastichus giffardianus är en stekelart som beskrevs av Filippo Silvestri 1915. Tetrastichus giffardianus ingår i släktet Tetrastichus och familjen finglanssteklar.
Artens utbredningsområde är:
- Benin.
- Kamerun.
- Egypten.
- Fiji.
- Kenya.
- Nigeria.
- Nya Kaledonien.
- Puerto Rico.
- Réunion.
- Sierra Leone.
- Tanzania.
- Vanuatu.

Inga underarter finns listade i Catalogue of Life.